# James Vaughan
James Vaughan (Birmingham, Inglaterra, 14 de julio de 1988) es un exfutbolista inglés. Jugaba de delantero.
Tiene el privilegio de ser el jugador más joven en anotar un tanto en la historia de la Premier League con tan solo 16 años y 270 días cuando fuera jugador del Everton en 2005.

## Selección nacional
Ha jugado a nivel internacional para Inglaterra en las categorías sub-17, sub-18, sub-19 el sub-21.

## Clubes
| Club                                | País       | Año       |
| ----------------------------------- | ---------- | --------- |
| Everton F. C.                       | Inglaterra | 2004-2011 |
| Derby County F. C. (cedido)         | Inglaterra | 2009      |
| Leicester City F. C. (cedido)       | Inglaterra | 2010      |
| Crystal Palace F. C. (cedido)       | Inglaterra | 2010-2011 |
| Norwich City F. C.                  | Inglaterra | 2011-2013 |
| Huddersfield Town A. F. C. (cedido) | Inglaterra | 2012-2013 |
| Huddersfield Town A. F. C.          | Inglaterra | 2013-2016 |
| Birmingham City F. C. (cedido)      | Inglaterra | 2015-2016 |
| Birmingham City F. C.               | Inglaterra | 2016      |
| Bury F. C.                          | Inglaterra | 2016-2017 |
| Sunderland A. F. C.                 | Inglaterra | 2017-2018 |
| Wigan Athletic F. C.                | Inglaterra | 2018-2019 |
| Portsmouth F. C. (cedido)           | Inglaterra | 2019      |
| Bradford City A. F. C.              | Inglaterra | 2019-2020 |
| Tranmere Rovers F. C. (cedido)      | Inglaterra | 2020      |
| Tranmere Rovers F. C.               | Inglaterra | 2020-2021 |